# Orah
Orah es un pueblo ubicado en el municipio de Berane, en Montenegro.

## Demografía
Hasta 2011 la población era de 47 habitantes, conformada por 14 hogares y 32 viviendas.
| 150                                                              | 158 | 170 | 138 | 129 | 113 | 90 | 47 |
| (Fuente: Population statistics of Eastern Europe & former USSR.) |     |     |     |     |     |    |    |

| Etnicidad                                           | Número | Porcentaje |
| --------------------------------------------------- | ------ | ---------- |
| Serbios                                             | 51     | 56,66 %    |
| Montenegrinos                                       | 27     | 30,00 %    |
| Otros                                               | 12     | 13,33 %    |
| Fuente: Republic of Montenegro. Statistical Office. |        |            |